# جيمي باتون
جيمي باتون (بالإنجليزية: Jamie Paton)‏ (26 أبريل 1955 بغلاسكو في المملكة المتحدة - ) هو لاعب كرة قدم أسترالي في مركز الهجوم. شارك مع منتخب أستراليا لكرة القدم. أما مع النوادي، فقد لعب مع هايدلبرغ يونايتد ‏ وفوتسكراي جاست ‏ ونادي كوينز بارك.